# Pareja abierta

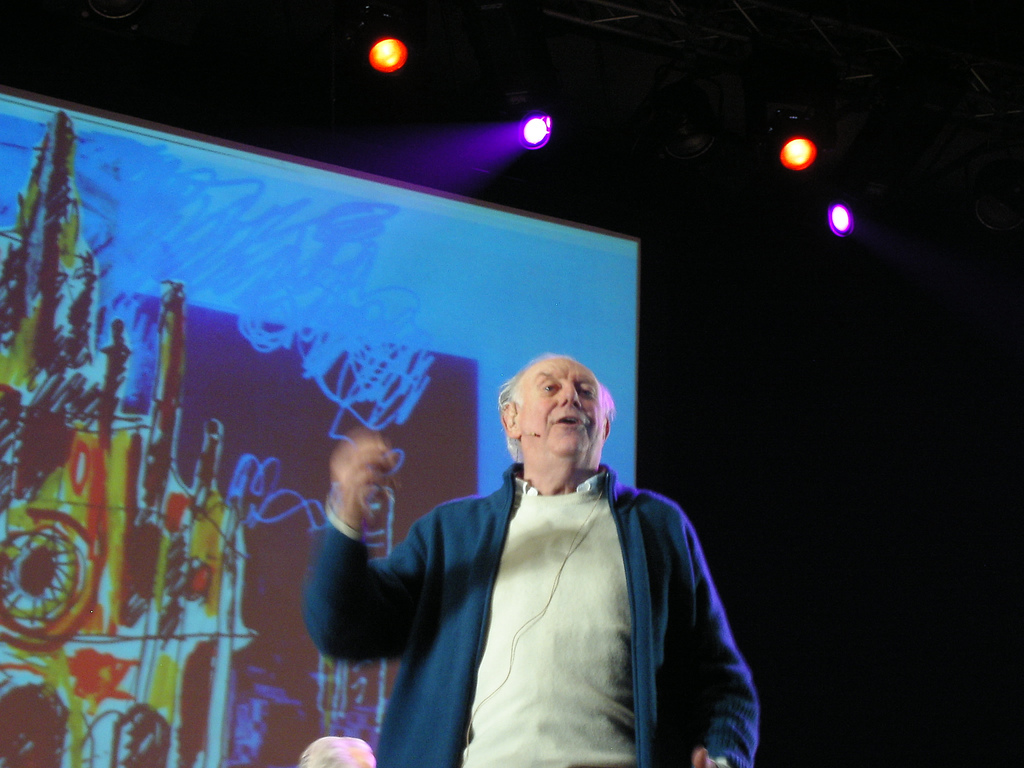
Dario Fo, autor de Pareja abierta, en Milan.

Pareja abierta (Una coppia aperta, quasi spalancata) es una obra escrita por Dario Fo y Franca Rame que fue estrenada en 1983. En ella se plantea en tono de sátira una crítica a la doble moral que existe alrededor del sexo y el matrimonio. 

## Argumento
Relata la vida de una pareja "progre" que piensan que son muy liberales y abiertos, pero el único que disfruta de esa libertad es el hombre. Muestra el machismo que se encierra a veces incluso en las parejas más liberales y progresistas. Es una obra llena de gags cómicos y situaciones delirantes que ayudan a suavizar la obra, sin que esta deje de mostrar una realidad.

## Representaciones
En su estreno, los personajes principales estuvieron interpretados por Fo y Rame.
La obra se estrenó en España en el Teatro Bellas Artes de Madrid, interpretada por Magüi Mira y Ángel de Andrés López, bajo dirección de Emilio Hernández.
Posteriormente se adaptó para televisión de la mano de José Sancho y Rosa Maria Sardà, emitida en TVE, en 2002. Por esa actuación, Sardà y a Sancho tuvieron una candidatura a los Premios de la Academia de la Televisión de España.